# Briaucourt (Alta Marna)
Briaucourt è un comune francese di 205 abitanti situato nel dipartimento dell'Alta Marna nella regione del Grand Est.

## Società

### Evoluzione demografica
Abitanti censiti